# Jack Delano
Jack Delano (urodzony jako Jakow Owczarow 1 sierpnia 1914 na Ukrainie, zm. 12 sierpnia 1997 w Portoryko) – amerykański fotograf i kompozytor.